# Medina (együttes)
A Medina egy tunéziai és finn felmenőkkel rendelkező svéd zenei duó, akik 2003-ban alakultak, a két tagja, az egykori tunéziai professzionális labdarúgó Sami Daniel Rekik, és Ali Jammali. A Melodifestivalen döntősei voltak 2022-ben és 2024-ben.

## Történet
Sam-E és Alibi 2003-ban kezdtek el együtt zenélni Medina néven, miután Knivstában találkoztak, ahol egy különleges műfaj megszületését jelentették be, amelyet haffla zenének neveztek. Ebben az arab világ ritmusát keverik a hip hoppal.
A debütáló mixtape-jük a Rumble in Fiskayyet volt, és ennek eredményeként született később a Magdansös című kislemez. Ezt követte egy sor album, a Fullblod, a 7 dar, a Mosh Normal, a Hayat és a Sista Minuten. Az utóbbiról a Miss Decibel című kislemezük a második helyet érte el a Sverigetopplistanon, a hivatalos svéd kislemezlistán. Kiadtak egy négy mixtape-ből álló sorozatot is Varsågod de e gratis címmel és két változatot a Haffla Music sorozatból.
A Medina részt vett a 2022-es Melodifestivalenen In i dimman című dalukkal. Először 2022. február 26-án léptek fel a negyedik válogatóban, és a második helyen végeztek, így bejutottak a 2022. március 12-i stockholmi döntőbe. Itt összesítésben a harmadik helyen végeztek.
2023. december 1-jén jelentette be az SVT, hogy a Medina bejutott a versenydalával a Melodifestivalen következő évi mezőnyébe. A Qué será című dalt először a március 2-án rendezendő ötödik elődöntőben adták elő Karlstadban, ahol 82 ponttal a második helyen végeztek, így továbbjutottak a március 9-i döntőbe, ahol 104 pontot sikerült összegyűjteniük (43-at a nemzetközi zsűriktől és 61-et a nézőktől kaptak), mellyel összesítésben a második helyen végeztek.

## Tagok
- Sam-E (Sami Daniel Rekik)
- Alibi (Ali Jammali)

## Diszkográfia

### Albumok
- Fullblod (2005)
- 7 dar (2007)
- Mosh Normal (2008)
- Hayat (2012)
- Sista Minuten (2013)
- Haffla Avenyn (2015)
- Tropicalisera (2023)

### Mixtape-ek
- Rumble in Fiskayyet (2004)
- Varsågod de e gratis Vol 1 (2004)
- Varsågod de e gratis Vol. 2 (2009)
- Haffla Music Vol. 1 (2010)
- Varsågod de e gratis Vol. 3 (2010)
- Varsågod de e gratis Vol. 4 (2011)
- Haffla Music Vol. 2 (2011)
- Svarta tårar (2012)

### Kislemezek
- Magdansös	(2004)
- Fortsätt gå (2005)
- Där palmerna bor (2012)
- Miss Decibel (2013)
- Se på mig nu (2014)
- Doga Doga (Arash-sal közösen, 2014)
- Tills vi koolar (2015)
- In i dimman (2022)
- Nema problema (2022)
- Säg nåt (2022)
- Torka dina tårar (2023)
- När krutet har lagt sig (2023)
- Qué será (2024)
- Om igen (2024)